# سياقول السفلي (مهاباد)
قرية سياقول السفلي (بالكردية: سیاقۆڵی خوارێ) هي إحدى القرى التابعة لـمنغور الشرقية في ريف قسم خليفان من مقاطعة مهاباد، في محافظة أذربیجان الغربیة الإيرانية.

## السكان
حسب إحصاءات سنة 2006، بلغ إجمالي السكان في سياقول السفلي 65 نسمة وعدد المساكن 7 مسكن. لغة سكان سياقول السفلي هي اللغة الكردية و هم من أهل السنة والجماعة والمذهب الشافعي.